# Lee Hi
Lee Ha-yi (hangul: 이하이), mer känd under artistnamnet Lee Hi, född 23 september 1996 i Bucheon, är en sydkoreansk sångerska.
År 2012 slutade hon på andra plats i talangtävlingen K-pop Star på SBS vilket ledde till skivkontrakt med YG Entertainment. Hon debuterade senare samma år med singeln "1, 2, 3, 4", medan hennes debutalbum First Love släpptes i mars 2013.

## Diskografi

### Album
| Albuminformation                                               | Topplacering          |
| Albuminformation                                               | Sydkorea (Gaon Chart) |
| -------------------------------------------------------------- | --------------------- |
| First Love (Studioalbum) - Nyutgåva: Full Album (28 mars 2013) | 3                     |
| Seoulite (Studioalbum) - Nyutgåva: Full Album (20 april 2016)  | 9                     |

### Singlar
| År   | Titel                                            | Topplacering          |
| År   | Titel                                            | Sydkorea (Gaon Chart) |
| ---- | ------------------------------------------------ | --------------------- |
| 2012 | "1, 2, 3, 4"                                     | 1                     |
| 2012 | "Scarecrow"                                      | 3                     |
| 2012 | "It's Cold" (av Epik High)                       | 1                     |
| 2013 | "It's Over"                                      | 3                     |
| 2013 | "Rose"                                           | 1                     |
| 2013 | "All I Want for Christmas Is You" (med Park Bom) | 17                    |
| 2014 | "I'm Different" (med Lee Su-hyun)                | 1                     |
| 2016 | "Breathe"                                        | 1                     |
| 2016 | "Hold My Hand"                                   | 8                     |
| 2016 | "My Star"                                        | 9                     |
| 2016 | "Refrigerator" (av Gil, med Verbal Jint)         | 19                    |

### Soundtrack
| År   | Titel                                  | Topplacering          | Serie                           |
| År   | Titel                                  | Sydkorea (Gaon Chart) | Serie                           |
| ---- | -------------------------------------- | --------------------- | ------------------------------- |
| 2016 | "Can You Hear My Heart" (av Epik High) | 12                    | Moon Lovers: Scarlet Heart Ryeo |
| 2016 | "My Love"                              | 19                    | Moon Lovers: Scarlet Heart Ryeo |